# Ptilocera violacea
Ptilocera violacea är en tvåvingeart som beskrevs av Edwards 1915. Ptilocera violacea ingår i släktet Ptilocera och familjen vapenflugor. Inga underarter finns listade i Catalogue of Life.